# Sunyani
Sunyani és una ciutat de Ghana. És la capital de la Regió Brong-Ahafo i del Districte Municipal de Sunyani.
Té una població de 248.496 habitants (cens de 2012). Disposa d'un aeroport. Sunyani fou votada com la ciutat més neta de Ghana l'any 2007.